# Fragnes-La Loyère
Fragnes-La Loyère è un comune francese del dipartimento della Saona e Loira nella regione della Borgogna-Franca Contea.
È stato creato il 1º gennaio 2016 dalla fusione dei preesistenti comuni di Fragnes e La Loyère.
Il capoluogo è la località di Fragnes.